# 옥과 성황당 목조신상
옥과 성황당 목조신상(玉果 城隍堂 木造神像)은 대한민국 전라남도 곡성군 옥과면, 옥과 성황당 안에 보존되어 있는 남녀 한 쌍의 목상(木像)이다. 1976년 9월 30일 전라남도의 민속문화재 제2호로 지정되었다.

## 개요
옥과 성황당 안에 보존되어 있는 남녀 한 쌍의 목상(木像)이다. 민간신앙에서 신으로 여기던 대상물로, 남자상은 서 있고, 여자상은 앉아 있는 모습인데, 높이가 각각 84㎝, 68㎝이다.
남자상은 무당들이 쓰는 모자를 쓰고 발등까지 내려오는 사제복 형태의 옷을 입고 허리끈을 매었는데, 끝이 길게 늘어져 있다. 둥근 얼굴에 크고 굵은 눈썹이 표현되었고 눈이 돌출되었다.
여자상은 머리에 고깔을 쓰고, 양 손가락 끝을 붙여 아래로 향하게 하였는데, 무언가를 들고 기원하는 모습이다. 얼굴 표현은 남자상에 비해 정교하며 자세도 다소곳하다.
남자상은 고려 명종 때의 학자였던 조통 장군으로 전한다. 여자상은 장군의 처라는 설도 있고, 장군을 사모하다 한을 품고 죽은 공주라는 설도 있으나 확실하지는 않다.
조선시대에 제작된 것으로 보이는 이 신상은 한을 품고 죽은 사람을 신격화한 것이거나 추앙받을 만한 인물을 신격화한 것으로, 무속신앙에서 섬기는 다양한 신들의 경향을 엿볼 수 있다.

## 참고 문헌
- 옥과성황당목조신상 - 국가유산청 국가유산포털